# Pęgów (stacja kolejowa)
Pęgów – przystanek kolejowy, niegdyś stacja kolejowa w woj. dolnośląskim. Na przystanku zatrzymują się jedynie pociągi osobowe. 

## Ruch pasażerski
| Rok  | Wymiana pasażerska na dobę |
| ---- | -------------------------- |
| 2017 | 700-999                    |
| 2022 | 700-999                    |
| 2023 | 1000                       |